# Bennington (Nebraska)
Bennington es una ciudad ubicada en el condado de Douglas en el estado estadounidense de Nebraska. En el Censo de 2010 tenía una población de 1458 habitantes y una densidad poblacional de 667,78 personas por km².

## Geografía
Bennington se encuentra ubicada en las coordenadas 41°22′3″N 96°9′41″O / 41.36750, -96.16139. Según la Oficina del Censo de los Estados Unidos, Bennington tiene una superficie total de 2.18 km², de la cual 2.16 km² corresponden a tierra firme y (1.07%) 0.02 km² es agua.

## Demografía
Según el censo de 2010, había 1458 personas residiendo en Bennington. La densidad de población era de 667,78 hab./km². De los 1458 habitantes, Bennington estaba compuesto por el 96.91% blancos, el 0.82% eran afroamericanos, el 0.21% eran amerindios, el 0.14% eran asiáticos, el 0% eran isleños del Pacífico, el 0.96% eran de otras razas y el 0.96% pertenecían a dos o más razas. Del total de la población el 1.85% eran hispanos o latinos de cualquier raza.